# Jiří Zlatuška
Jiří Zlatuška (ur. 15 września 1957 w Brnie) – czeski informatyk, cybernetyk, wykładowca akademicki i polityk, w latach 1998–2004 rektor Uniwersytetu Masaryka, parlamentarzysta.

## Życiorys
W 1981 ukończył studia z zakresu informatyki i cybernetyki teoretycznej na Uniwersytecie Jana Ewangelisty Purkyniego (w 1990 ponownie przemianowanym na Uniwersytet Masaryka), w tym samym roku podjął pracę na tej uczelni. W 1987 został wicedyrektorem instytutu, a w 1990 prorektorem. W 1994 zainicjował powstanie wydziału informatyki, a rok później objął stanowisko profesora. Od 1998 do 2004 był rektorem Uniwersytetu Masaryka, później powierzono mu funkcję dziekana wydziału informatyki.
Gościnnie wykładał także w Stanach Zjednoczonych. Od końca lat 90. prowadził również własną działalność gospodarczą w zakresie doradztwa informatycznego.
W 2002 został wybrany do Senatu w 60. okręgu wyborczym w Brnie w rekomendacji niewielkiego liberalnego ugrupowania LiRA. W 2008 bez powodzenia ubiegał się o reelekcję. W latach 2006–2010 zasiadał w radzie miejskiej Brna. Zaangażował się w działalność ruchu społecznego i następnie partii ANO 2011. Z listy tego ugrupowania w 2013 został wybrany na deputowanego do Izby Poselskiej.